# Peguerinos
Peguerinos es un municipio y localidad española de la provincia de Ávila, en la comunidad autónoma de Castilla y León. El término municipal, con una población de 294 habitantes (INE 2024), incluye además de a la localidad homónima al núcleo de Hoyo de la Guija.

## Símbolos
El escudo heráldico que representa al municipio fue aprobado por decreto el 6 de octubre de 1998 con el siguiente blasón:

Escudo cortado. Primero de plata una mariposa Graellsia isabelae en su color, acostada de dos pinos arrancados de sinople. Segundo de sinople una vaca pasante de plata. Al timbre Corona Real cerrada.
Boletín Oficial de Castilla y León n.º 223 de 19 de noviembre de 1998.

## Geografía
El municipio está situado en el límite oriental de la provincia de Ávila, lindando con la provincia de Segovia y la Comunidad de Madrid. La localidad se encuentra a una altitud de 1351 m sobre el nivel del mar.
| Noroeste: El Espinar (provincia de Segovia) y Dehesa de la Cepeda (Comunidad de Madrid) | Norte: El Espinar (provincia de Segovia)             | Noreste: Guadarrama (Comunidad de Madrid)                |
| Oeste: Las Navas del Marqués                                                            |                                                      | Este: San Lorenzo de El Escorial (Comunidad de Madrid)   |
| Suroeste: Santa María de la Alameda (Comunidad de Madrid)                               | Sur: Santa María de la Alameda (Comunidad de Madrid) | Sureste: Santa María de la Alameda (Comunidad de Madrid) |

## Historia
Perteneció a la Comunidad de Ciudad y Tierra de Segovia, en el Sexmo de El Espinar.
Hacia mediados del siglo XIX, el lugar tenía contabilizada una población de 511 habitantes. La localidad aparece descrita en el decimosegundo volumen del Diccionario geográfico-estadístico-histórico de España y sus posesiones de Ultramar de Pascual Madoz de la siguiente manera:

PEGUERINOS: v. con ayunt. de la prov. de Avila (7 leg.), part. jud. de Cebreros (5), aud. terr. de Madrid (11), c. g. de Castilla la Vieja (Valladolid 25), dióc. de Segovia (7): sit. en una pequeña hondonada, la combaten con mas frecuencia los vientos N., y su clima es frio, padeciéndose por lo comun calenturas gástricas y catarros pulmonares; tiene dos anejos titulados Hoyo la Guija y la Lastra, y todos juntos componen 120 casas de inferior construccion; hay casa de ayunt., en la que está la cárcel; escuela de primeras letras, comun á ambos sexos, á la que concurren de 30 á 40 alumnos, dotada con 1 ,460 rs., y una igl. parr. (Ntra. Sra. de la Concepcion), con curato de entrada y provisión ordinaria; el anejo la Lastra, coresponde en lo ecl. á la v. de Sta. Maria de la Alameda, prov. de Madrid; el cementerio está sit. inmediato á la igl., el que en algun tanto perjudica la salud pública, y los vec. se surten de aguas para sus usos de las de una fuente que hay á 300 pasos de la pobl., haciéndolo para el de los ganados de otras varias que se encuentran en sus inmediaciones. Confina el térm. N, el Espinar; E. Navas de Pinares; S. Sta. Maria de la Alameda y Guadarrama, y O. San Lorenzo del Escorial: se estiende 1 3/4 leg. de N. á S., y 1 1/4 de E. á O., y comprende á la parte N. del pueblo, bastante monte pinar, y en diferentes puntos muchos prados con abundantes pastos, le atraviesan varios arroyuelos, siendo el principal de todos el titulado de la Parra, cuyas aguas suelen utilizarse en parte para el riego. El terreno es quebrado y de inferior calidad. caminos: los que dirigen á los pueblos limítrofes, en regular estado: el correo se recibe en San Lorenzo, por una persona que paga la v. para el efecto. prod.: centeno, patas y lino; mantiene ganado lanar, vacuno y cabrio; cria caza de liebres, conejos, perdices, otras aves, algun lobo y zorras, y pesca de buenas truchas. ind.: la agrícola, un molino harinero, ganaderia y fabricar maderas del pinar, á lo que se dedican bastantes vec. El comercio está reducido á la esportacion de lanas y madera, é importacion de los art. de que se carece. pobl.: 111 vec., 511 alm. cap. prod.: 611,500 rs. imp.: 24,460. ind. y fab. 2,850. contr.: 8,088 rs. 15 mrs.
(Madoz, 1849, p. 757)

Durante la guerra civil española el pueblo fue tomado el 30 de agosto de 1936 por un tabor de regulares y por falangistas que cometieron todo tipo de atrocidades: los heridos del hospital de campaña instalado en la iglesia fueron rematados allí mismo (práctica habitual del Cuerpo de Ejército Marroquí durante la contienda) y las dos enfermeras que los cuidaban y varias mujeres más —entre ellas, una niña de catorce años— violadas; muchas casas fueron saqueadas y quemadas.

## Demografía
Peguerinos cuenta con una población de 294 habitantes (INE 2024).
| Gráfica de evolución demográfica de Peguerinos entre 1842 y 2021                                                      |
| |
| Población de derecho según los censos de población del INE. Población de hecho según los censos de población del INE. |

## Patrimonio

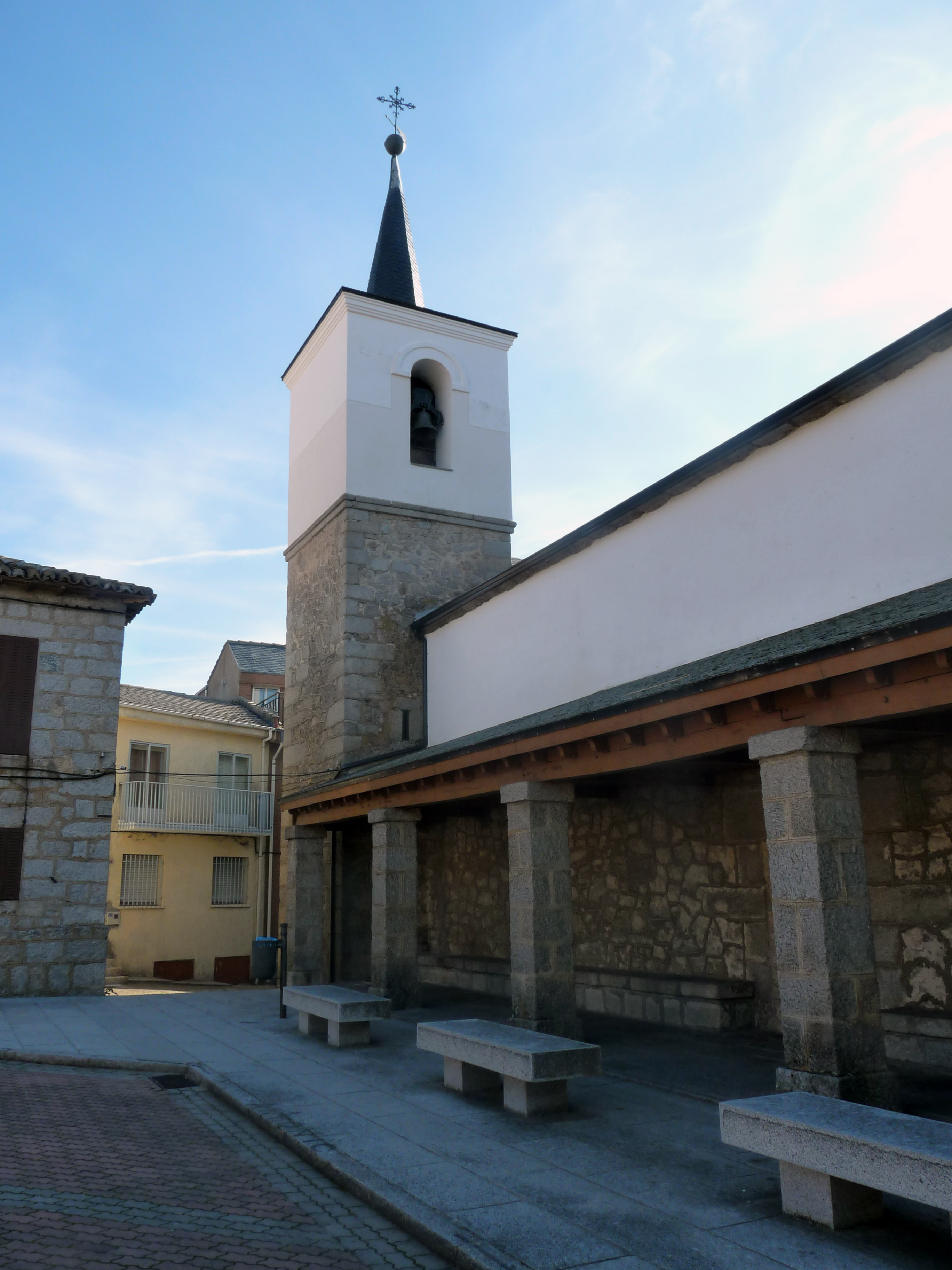
Iglesia de Peguerinos

En la localidad hay una iglesia parroquial bajo la advocación de Nuestra Señora de la Concepción.